# Cladribina
La cladribina è un farmaco chemioterapico e immunosoppressore utilizzato per la terapia della leucemia a cellule capellute (tricoleucemia) e della sclerosi multipla recidivante-remittente. Il suo nome chimico è 2-clorodeossiadenosina (2CDA).
Il nome commerciale della formulazione sottocutanea è Litak e di quella endovenosa è Leustatin. La formulazione in compresse di cladribina è una terapia orale indicata per il trattamento della sclerosi multipla recidivante (SMR) a elevata attività, approvata in Europa nel 2017.

## Storia
La cladribina è nata come un composto antilinfocitario ed è stata sintetizzata per la prima volta presso la Brigham Young University.
Nel 2008, Ernest Beutler ha vinto il Wallace H. Coulter Award for Lifetime Achievement in Hematology, istituito dalla Fondazione Coulter  e dalla American Society of Hematology, per aver dimostrato come la somministrazione di cladribina sia il trattamento maggiormente efficace per la tricoleucemia.
Nel 2010, uno studio clinico di fase III condotto su 1000 pazienti, e pubblicato lo stesso anno ha documentato una significativa riduzione del tasso di recidiva di sclerosi multipla in pazienti che utilizzavano la cladribina somministrata oralmente. Questo ha fatto sì che diventasse il principale farmaco orale utilizzato nella terapia della sclerosi multipla durante il 2011.
Il primo paese ad averne approvato l'uso clinico per il trattamento della sclerosi multipla è stata la Russia nel luglio del 2010. Nei paesi dell'Unione europea, il Committee for Medicinal Products for Human Use dell'Agenzia europea per i medicinali (EMEA) non ne ha invece approvato l'indicazione clinica. Nel marzo del 2011 la Food and Drug Administration (FDA) non ha approvato l'uso della cladribina nella terapia della sclerosi multipla, "riconoscendo sufficienti dati a conferma dell'efficacia del farmaco nella trattamento della sclerosi multipla, ma richiedendo ulteriori dati riguardo alla sicurezza e il rapporto rischio/beneficio.
Nel giugno del 2011 la Merck ha deciso di ritirare dal commercio il farmaco nella sua formulazione in compresse e di sospendere la vendita nei due paesi dove l'uso era stato approvato, Russia e Australia.
Nell’agosto del 2017, a seguito di una nuova richiesta di approvazione inoltrata nel 2015, la Commissione Europea ha autorizzato l’immissione in commercio per Cladribina Compresse per il trattamento delle forme recidivanti di sclerosi multipla (SMR)

## Efficacia clinica

### Sclerosi multipla
Il programma di sviluppo clinico per cladribina nel trattamento della sclerosi multipla include dati relativi a circa 10.000 anni-paziente, con più di 2700 pazienti arruolati nel programma di sperimentazione clinica e – per alcuni di essi – fino a 10 anni di osservazione. Il programma comprende i seguenti studi clinici:
- Studio CLARITY (Cladribine Tablets Treating SM Orally): studio di fase III controllato con placebo per valutare l’efficacia e la sicurezza a due anni di Cladribina Compresse in monoterapia in pazienti con SMRR.[12]
- L’estensione dello Studio CLARITY: studio di fase III a due anni controllato con placebo, proseguimento dello studio CLARITY, volto a fornire dati a lungo termine su sicurezza ed efficacia della somministrazione di Cladribina Compresse per un periodo di 4 anni.[13]
- Studio ORACLE SM (Oral Cladribine In Early SM): studio di fase III a due anni, controllato con placebo, per valutare l’efficacia e la sicurezza di Cladribina Compresse in monoterapia nei pazienti a rischio di sviluppare sclerosi multipla (pazienti che hanno manifestato un primo evento clinico indicativo di SM).[14]
- Studio ONWARD (Oral Cladribine Added ON To Rebif New Formulation in Patients With Active Relapsing Disease): studio di fase II controllato con placebo, disegnato principalmente per valutare la sicurezza e la tollerabilità dell’impiego aggiuntivo del trattamento con Cladribina Compresse nei pazienti con forme recidivanti di SM, nei quali si è verificata una progressione della malattia nel corso di terapia consolidata con interferone beta.[15]
- Studio PREMIERE (Prospective observational long-term safety registry of Multiple Sclerosis patients who have participated in Cladribine clinical trials): follow-up a lungo termine dei dati dal registro prospettico PREMIERE, messo a punto per valutare la sicurezza e l’efficacia di Cladribina Compresse.[16]

## Meccanismo d'azione
In quanto analogo delle purine agisce sia come chemioterapico, sia come immunosoppressore. Chimicamente esso mima il nucleotide adenosina e inibisce l'enzima adenosina deaminasi, che interviene nella capacità della cellula di processare il DNA. Viene facilmente distrutto dalle cellule ad esclusione di quelle ematiche, garantendo quindi pochi effetti collaterali e una grande precisione nel bersaglio terapeutico.
È stato dimostrato che la cladribina esercita un effetto a lungo termine agendo in modo selettivo e transitorio sui linfociti ritenuti parte integrante del processo patologico della sclerosi multipla recidivante (SMR).

## Indicazioni
L'infusione endovenosa e sottocutanea di cladribina è approvata per il trattamento della tricoleucemia sintomatica.
Solo La formulazione endovena è indicata anche nella leucemia linfatica cronica leucemie a cellule B, come il linfoma mantellare, e nella terapia dell'istiocitosi.
La cladribina in compresse è una terapia orale somministrata a cicli e approvata per il trattamento di pazienti adulti con sclerosi multipla recidivante (SMR) ad elevata attività.

## Vie di somministrazione
Nella tricoleucemia il farmaco può essere somministrato per via endovenosa (tra 1 e 4 ore, con tempo medio di 2 ore oppure per 24 ore nella infusione venosa lenta tramite catetere venoso centrale) o per via sottocutanea. La dose somministrata e l'efficacia sono identici, tuttavia la somministrazione sottocutanea può essere preferita per ridurre il rischio di infezione dovuto alla puntura della vena.
Nel trattamento della sclerosi multipla la cladribina viene somministrata per via orale.

## Programma terapeutico
Che si utilizzi la somministrazione endovenosa o quella sottocutanea, la cladribina può essere somministrata quotidianamente o settimanalmente:
- il programma quotidiano consiste in una somministrazione sottocutanea o endovenosa al giorno per 5-7 giorni consecutivi;
- il programma settimanale invece prevede una somministrazione unica alla settimana per 5-6 settimane.

Un ciclo è generalmente sufficiente a garantire una risposta completa, tuttavia, nel caso la risposta sia parziale, i cicli possono essere ripetuti 1-3 mesi dopo la fine del primo ciclo.
La dose da somministrare viene calcolata sul valore della superficie cutanea e suddivisa per il numero di trattamenti previsti.
Quale che sia il programma utilizzato, i benefici e gli svantaggi sono simili. La somministrazione quotidiana garantisce la stessa dose di quella settimanale è porta agli stessi risultati in termini di remissione completa della malattia e di effetti collaterali, quali ospedalizzazione per episodi febbrili, neutropenia e infezioni opportunistiche.
Per la somministrazione orale di cladribina in compresse la dose raccomandata cumulativa è di 3,5 mg/kg di peso corporeo in 2 anni, somministrata come un ciclo di trattamento da 1,75 mg/kg per anno. Ogni ciclo di trattamento consiste di 2 settimane di somministrazione, una all’inizio del primo mese e una all’inizio del secondo mese dell’anno di trattamento corrispondente. Ogni settimana di trattamento consiste di 4 o 5 giorni in cui il paziente assume 10 mg o 20 mg (una o due compresse) come singola dose giornaliera, in base al peso corporeo. Dopo il completamento dei 2 cicli di trattamento, negli anni 3 e 4 non è necessario un ulteriore trattamento con cladribina. Non è stata studiata una ripresa della terapia dopo il quarto anno.

## Effetti collaterali
Gli studi presentano un'incidenza di febbre successiva alla somministrazione di cladribina compresa tra il 18% e il 42%; si tratta di solitamente di febbre transitoria responsiva alla somministrazione di paracetamolo. Questi episodi febbrili, che si risolvono generalmente in meno di 48 ore, non sembrano essere correlati a episodi infettivi.
Nei casi in cui la febbre duri più di due giorni si può sospettare un'infezione. I casi documentati sono veramente pochi, ma sono tuttavia responsabili del 3% di mortalità associata a terapia con cladribina nella tricoleucemia.
Tra i fattori che aumentano la probabilità di una febbre associata a neutropenia (in presenza o meno di infezione) ci sono: anemia, ipercolesterolemia, aumento del rapporto tra cellule capellute e cellule cellule emopoietiche nel midollo osseo, bassa albuminemia e alti livelli di proteina C-reattiva (tutti reperti che orientano verso una situazione leucemica avanzata).
Nei pazienti affetti da tricoleucemia l'uso di fattori di crescita per i granulociti (G-CSF), come il filgrastim,  e per i macrofagi (GM-CSF) non permette l'aumento profilattico del numero di leucociti. L'utilizzo di questi farmaci estremamente costosi, inoltre, non riduce l'incidenza di febbre, la sua durata o il numero di pazienti ospedalizzati per terapia antibiotica, e quindi il loro uso routinario non è raccomandato.
Oltre alla febbre, la cladribina aumenta il rischio di manifestazioni dell'infezione da Herpes Virus, in particolare herpes zoster.
Alcuni pazienti manifestano rash cutaneo dopo il trattamento. Tuttavia quasi tutti i pazienti che lo sviluppano assumono altri farmaci, soprattutto allopurinolo e solfonammidi, conosciuti per causare rash cutanei e ai quali va probabilmente imputato l'effetto collaterale stesso, più che alla cladribina.
Nei pazienti, durante il trattamento, una diminuzione delle cellule del sangue è attesa. Poche settimane dopo la fine della terapia l'esame emocromocitometrico risulta generalmente nella norma, con un recupero precoce soprattutto delle piastrine e dei neutrofili, rispetto a eritrociti e linfociti T. In particolare i linfociti T-helper potrebbero non tornare alla conta precedente al trattamento. Ai pazienti è raccomandato di evitare il contatto con individui malati, di lavarsi le mani e di tenerle lontane da occhi, naso e bocca fino alla normalizzazione dei neutrofili.
Certi pazienti potrebbero richiedere trasfusioni di piastrine o di globuli rossi.
Molti pazienti, anche in assenza di anemia, possono mostrare stanchezza, che tuttavia potrebbe essere attribuita più alla malattia che alla terapia.
Il farmaco non causa perdita di capelli, vomito o altri effetti collaterali caratteristici dei farmaci alchilanti; tuttavia sono stati riportati casi di neuropatia periferica.
Il sovradosaggio può causare danno renale.

## Prognosi
Secondo la FDA il tempo mediano per la normalizzazione dei valori ematici nel paziente affetto da tricoleucemia è:
- due settimane per le piastrine;
- cinque settimane per i neutrofili;
- otto settimane per l'emoglobina;
- nove settimane per la normalizzazione di tutti e tre i paramentri.

Le settimane sono contate dal primo giorno di trattamento; ai pazienti utilizzati per questo studio è stato somministrato il programma quotidiano.